# ロレーヌ十字

ロレーヌ十字

総主教十字（パトリアーカル十字）

ロレーヌ十字（ロレーヌじゅうじ、☨）は、十字の一種である。この「複十字」は1本の縦棒とそれに交差する2本の横棒からなる。古い種類のものは2本の横棒が同じ長さであり、縦棒の上端と上側の横棒、縦棒の下端と下側の横棒との距離は等しい。しかし、現代で一般的なものはこの2つの棒を「格付け」して描かれる。下の棒が上の棒より長く、よって総主教十字（パトリアーカル十字）と似ており、しばしば同一視されるが、紋章学では2本の横棒が上に寄っていない点で区別する。
下ロートリンゲン公ゴドフロワ・ド・ブイヨンが彼の旗にこの十字を描き、第1回十字軍に参加し指導的役割を果たしたところから、「ロレーヌ十字」と呼ばれるようになった。
カタカナのキとは形状は類似しているが関連はない。

## フランスにおけるシンボル

標準的なフランスの国旗に赤いロレーヌ十字が特徴の自由フランスの旗

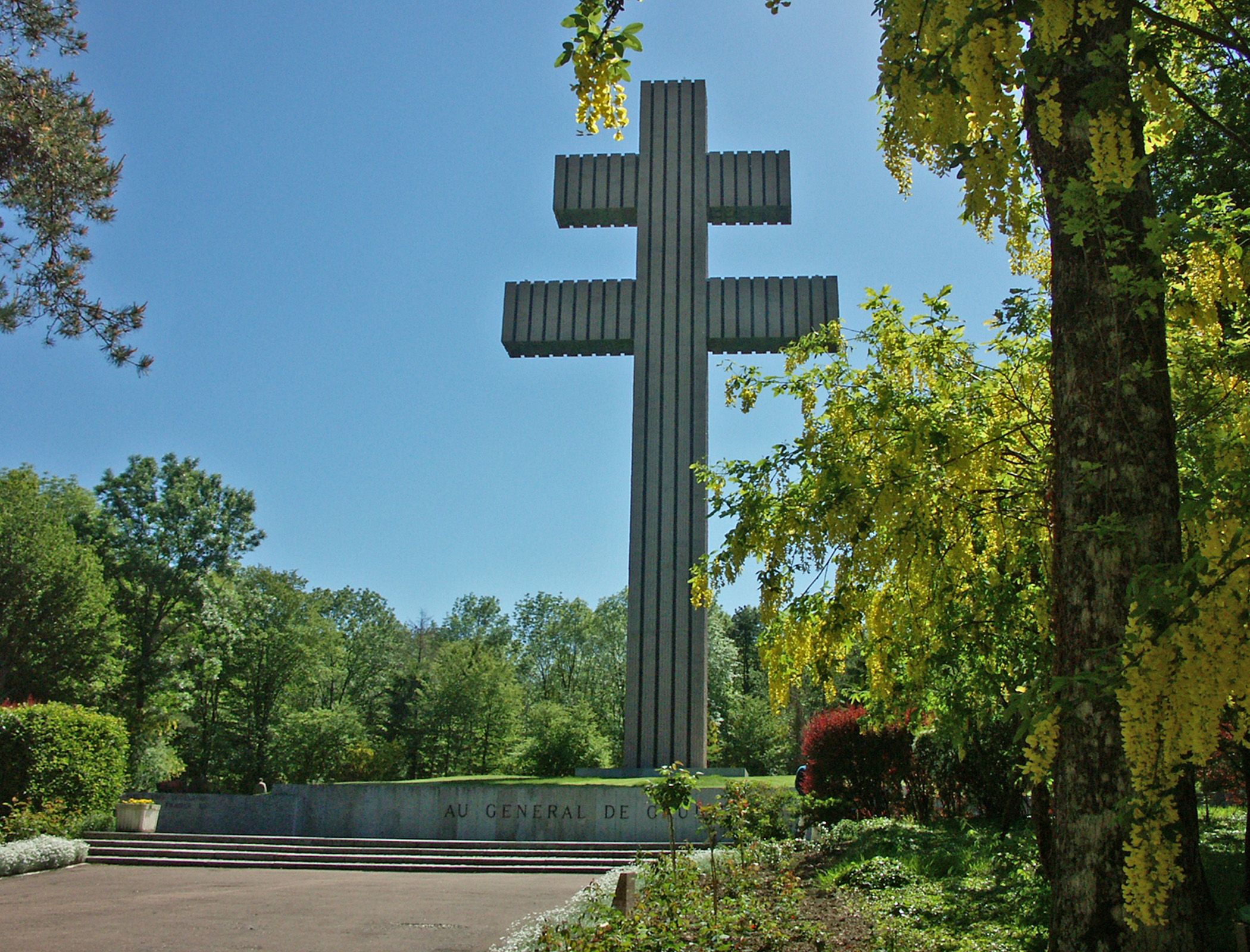
ド・ゴールが亡くなったコロンベ・レ・ドゥ・ゼグリーズには彼を記念した43メートルもの巨大なロレーヌ十字の十字架がある。

ロレーヌ十字はフランス東部のロレーヌの紋章の一部となっている。もともとは、フランスを侵略者から奪還する戦いで有名となった、ジャンヌ・ダルクの象徴とみなされていた。1871年から1918年の間、ロレーヌの北部3分の1がアルザスとともにドイツに併合された。この時代、ロレーヌ十字は失った領土を取り戻そうというフランス人たちの希望を結集させる役割を担った。この歴史的な重要性がロレーヌ十字にフランスの愛国心の象徴としての大きな重みを添えている。
第二次世界大戦中、ロレーヌ十字はシャルル・ド・ゴールの下の自由フランス（仏：France libre）の公式なシンボルとして採用された。これはジャンヌ・ダルクの抵抗を想起させ、またハーケンクロイツへの回答でもあった。
ロレーヌ十字は、1940年から1943年の間、自由フランス空軍の航空機の機体にも描かれ、第一次世界大戦にまでさかのぼる伝統的なフランス空軍のラウンデルが描かれていたヴィシー・フランス空軍の航空機と区別するために使われた。
後にロレーヌ十字は共和国連合などのゴーリストのシンボルとして採用された。シャルル・ド・ゴールが居住し亡くなったコロンベ・レ・ドゥ・ゼグリーズ（fr）は、パリとドイツ国境との中間地点にあり、シャルル・ド・ゴール記念館（fr）と共に小丘には巨大なロレーヌ十字が建立されている。

## ヨーロッパの紋章

### スロヴァキア

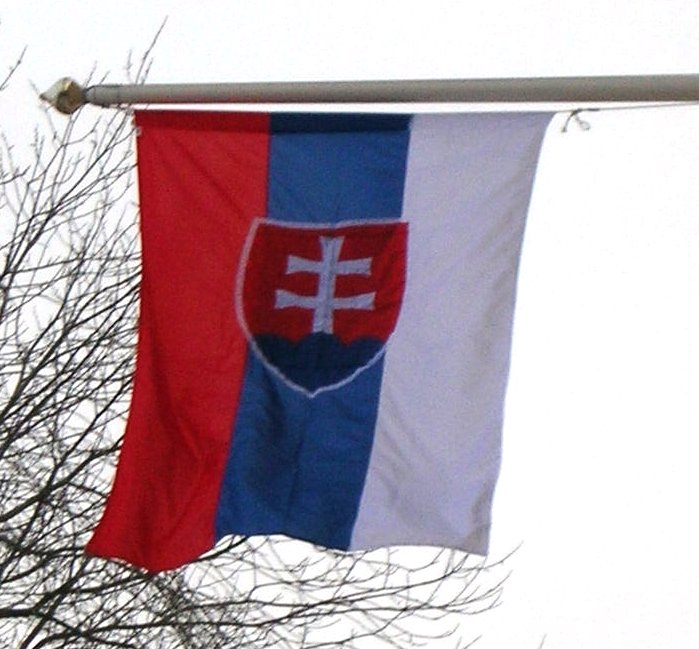
スロバキアの国旗。写真の場合は特別に縦に掲揚するため、国章の配置が縦向きになっている。

スロヴァキアの国旗やスロヴァキアの国章にはロレーヌ十字が描かれている。スロヴァキアにおいては、ロレーヌの象徴としてのロレーヌ十字は、大モラヴィア王スワトプルクが東フランク王アルヌルフの庶子でスワトプルクを代父とするロレーヌのツヴェンティボルトにそれを「譲った」とされている。

### ハンガリー

ハンガリーの国章

ハンガリーの国章にも複十字が描かれている。これは現在のハンガリーやスロヴァキアの地にあったパンノニアやモラヴィア王国におけるビザンツ帝国の影響だとされることが多い。

### ヤギェウォ十字

ヤギェウォ十字

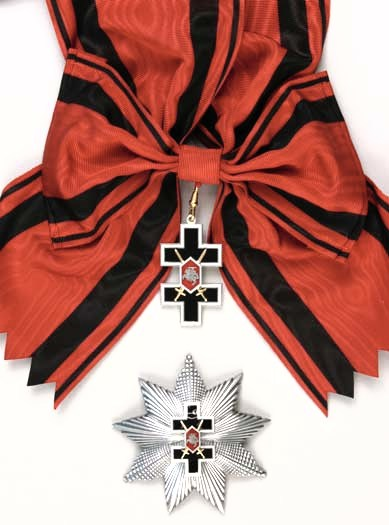
リトアニア共和国の勲章ヴィーティス十字勲章

等しい長さの棒からなる金色の複十字はヤギェウォ十字とも呼ばれ、リトアニア大公にしてポーランド王のヨガイラが1386年にキリスト教へ改宗して以降、私的な記章として用い、リトアニアの国章に取り入れられた。この十字はハンガリー式の複十字を基にするので、初期には下の棒は上の棒より長かった。後にヤギェウォ朝のシンボルとなり、リトアニアの国家のシンボルともなった。現在でもリトアニアの国章ヴィーティスに見られる。
この複十字はベラルーシの国のシンボルの1つでもある。ベラルーシの複十字は重要な宗教的遺物であるポラツァクのエフロシニアの十字を象徴する。このシンボルもまたビザンツ帝国にその起源があるとされており、ベラルーシ・ギリシャ＝カトリック教会によって東方教会と西方教会の伝統を統合する象徴として使用されている。ベラルーシ十字はベラルーシの以前の国章であり、歴史的シンボルであるベラルーシの国章パホニアに見ることができる。

## その他
- ロレーヌ十字は結核予防運動のシンボルマークでもある。これは1902年の第1回国際結核会議にて決定された[2]。日本の結核予防会の場合、慈善募金運動のために用いられる複十字シールにもデザインされている。

## 符号位置
| 記号 | Unicode | JIS X 0213 | 文字参照         | 名称              |
| ---- | ------- | ---------- | ---------------- | ----------------- |
| ☨    | U+2628  | -          | &#x2628; &#9768; | CROSS OF LORRAINE |